# Götz von Berlichingen (drama)

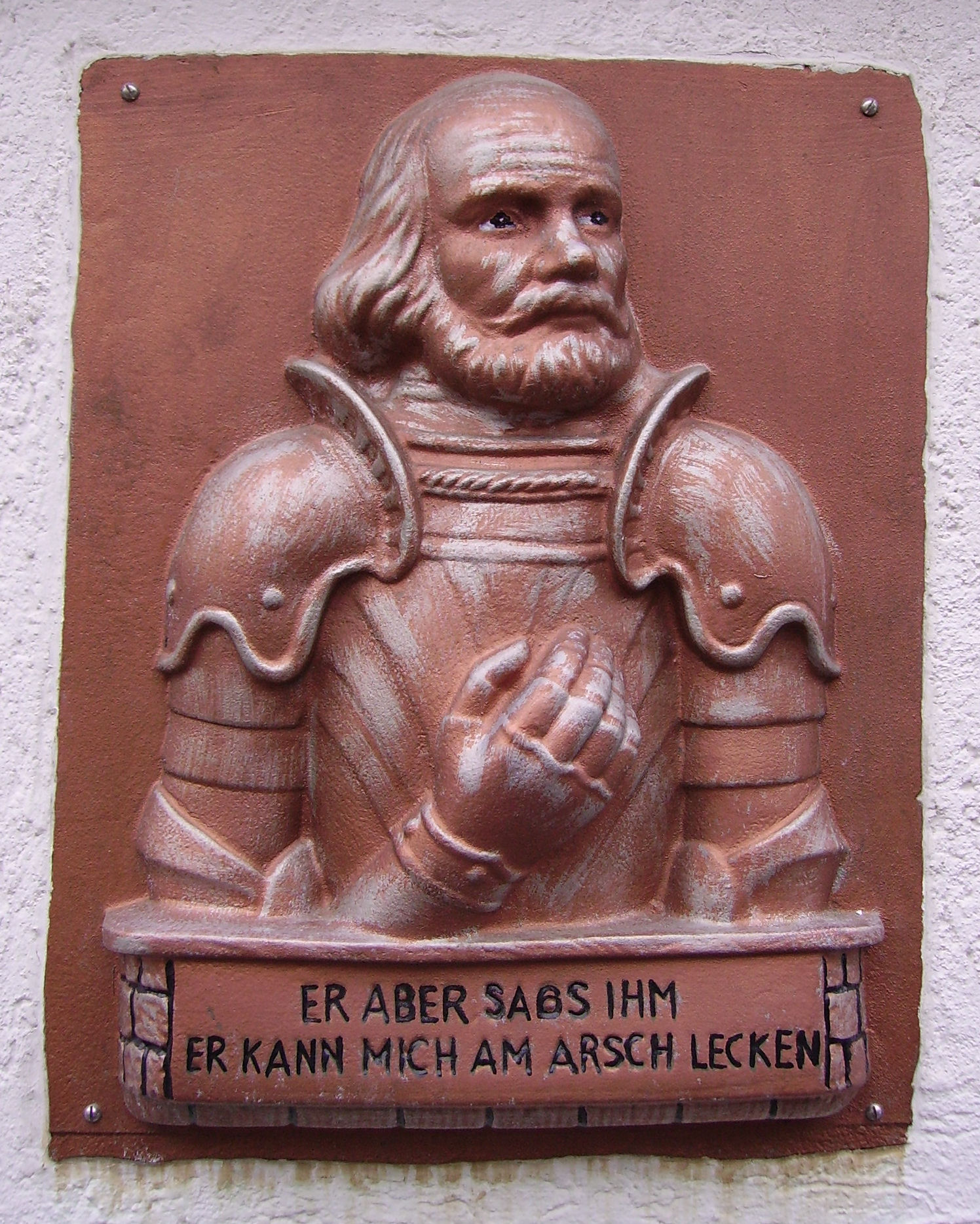
Plakett i Weisenheim am Sand föreställande Götz von Berlichingen med det berömda citatet från Goethes pjäs: ”Er aber, sag's ihm, er kann mich am Arsch lecken”.

Götz von Berlichingen (tyska: Götz von Berlichingen mit der eisernen Hand) är ett drama av Goethe från 1773. Inspirationskälla för dramat var riddaren Götz von Berlichingen. Med Shakespeare som förebild bröt dramat mot flera av klassicismens grundläggande principer, såsom handlingens, ortens och tidens enhet.
Skådespelet uppfördes för första gången 1774 i Berlin.

## Handling
Riddaren Götz von Berlichigen lyckas fånga en annan riddare (Adelbert von Weislingen) som står i tjänst hos hans motståndare, biskopen av Bamberg. Götz övertalar Adelbert att byta sida och den senare får resa hem. För att bekräfta den nya vänskapen firar Adelbert förlovning med Götz syster. Under resan träffar Adelbert en attraktiv kvinna. Under kvinnans inflytande, som egentligen vill komma i kejsarens omkrets, byter Adelbert åter sida. Kejsaren övertalas av Adelbert att lägga en förbannelse (riksakt) över Götz.
Götz soldater kan inte motstå den följande belägringen av hans borg men han får löftet att lämna borgen som fri man. Trots denna försäkran blir han tillfångatagen och ställd inför rätta. Götz befrias av en vän och de återvänder till borgen. Samtidig sker ett bondeuppror och Götz låter sig övertala att vara deras ledare. Upproret är däremot av mindre styrka och Götz ställs åter inför rätta. Han döms till döden men han dör redan under fångenskapen.
I en bihandling bestämmer sig Adelberts fru att hennes make ska förgiftas så att han inte står i vägen för hennes förhållande med kejsaren. Kuppen misslyckas och hon döms till döden. Adelbert erkänner att hans kamp mot Götz var ett misstag och han ödelägger pappret med dödsdomen mot Götz, men insikten kommer för sent.